# NGC 88
NGC 88は、ほうおう座の方角におよそ1.5億光年の位置にある棒渦巻銀河である。NGC 87、NGC 89、NGC 92とともに相互作用銀河の関係にあり、ジョン・ハーシェルが1834年9月30日に発見したロバートの四つ子銀河を形成している。